# Годфруа, Мишель Генри
Мишель Генри Годфруа (нидерл. Michel Henry Godefroi; 1814—1882) — голландский юрист и государственный деятель.

## Биография
Мишель Генри Годфруа родился 13 января 1814 года в городе Амстердаме. По окончании университета Годфруа поступил на государственную службу по министерству юстиции и в 1846 году был назначен членом провинциального суда Северной Голландии.
В 1848 году он был избран от родного города в нижнюю палату генеральных штатов, где заседал до 1881 году. Здесь он сразу занял выдающееся положение, будучи одним из лидеров либеральной партии и настоящим экспертом по юридическим вопросам. Неоднократно Годфруа предлагался портфель министра юстиции, но он отказывался от этой должности и лишь в 1860 году, по личной просьбе самого короля, занял этот пост. В этой должности он ознаменовал себя проведением выработанного им нового кодекса, который просуществовал не одно десятилетие.
Мишель Генри Годфруа стал первым евреем, занимавший в Нидерландах министерский пост. Он до конца жизни исполнял предписания религии, был председателем консистории, многих еврейских учреждений и состоял также членом института Zur Förderung israelitischer Literatur. Кроме того, в своей политической деятельности он нередко выступал в качестве защитника иностранных евреев.
В качестве министра он в 1862 году побудил голландское правительство отказаться ратифицировать торговый договор со Швейцарией «ввиду положения, в которое поставлены евреи в некоторых её кантонах». Известно, что швейцарское правительство уступило Голландии и благодаря М. Годфруа голландские евреи в пределах Швейцарии пользовались такими же правами, как и голландские христиане.
23 сентября 1872 года Годфруа произнес очень резкую речь против Румынии, протестуя против преследований румынских евреев и требуя принятия решительных мер по отношению к «варварскому обхождению» с ними. В 1876 году он снова выступил с речью против румынского правительства и настоял на том, чтобы торговый договор с Румынией не был подписан до тех пор, пока она не даст определённых гарантий, что голландские евреи в пределах Румынии не будут испытывать никаких притеснений и не будут подвергаться каким-либо ограничениям. Выступление Годфруа не осталось без влияния на ход переговоров голландского правительства с румынским, и договор был отсрочен до 1882 года, когда его уже не было в живых (Мишель Генри Годфруа умер 25 июня 1882 года). Тогда при обсуждении договора член нижней палаты, выражая свою глубокую печаль по поводу великой потери, решил почтить память Годфруа резким и энергичным протестом против преследований евреев в Российской империи и Румынии, а также против немецкого антисемитизма, являющегося позором для цивилизованного государства. Палата единодушно присоединилась к этому протесту, выразив тем свою благодарность за услуги, оказанные стране еврейским государственным деятелем.